# Let There Be More Light/Remember a Day
Let There Be More Light/Remember a Day è un singolo del gruppo musicale britannico Pink Floyd pubblicato il 19 agosto 1968.

## Descrizione

### Let There Be More Light
Il brano è la terza canzone scritta interamente da Roger Waters per i Pink Floyd. Inizia con un riff di basso di lunga durata, dopodiché entra in scena il canto, affidato a Richard Wright e Roger Waters all'unisono nelle strofe e a David Gilmour nel ritornello.
Gli ultimi due minuti presentano il primo assolo di Gilmour in un album dei Pink Floyd. Nel testo del brano è presente un esplicito riferimento alla canzone Lucy in the Sky with Diamonds dei Beatles. Venne suonata dal vivo tra il 1968 ed il 1969.

### Remember a Day

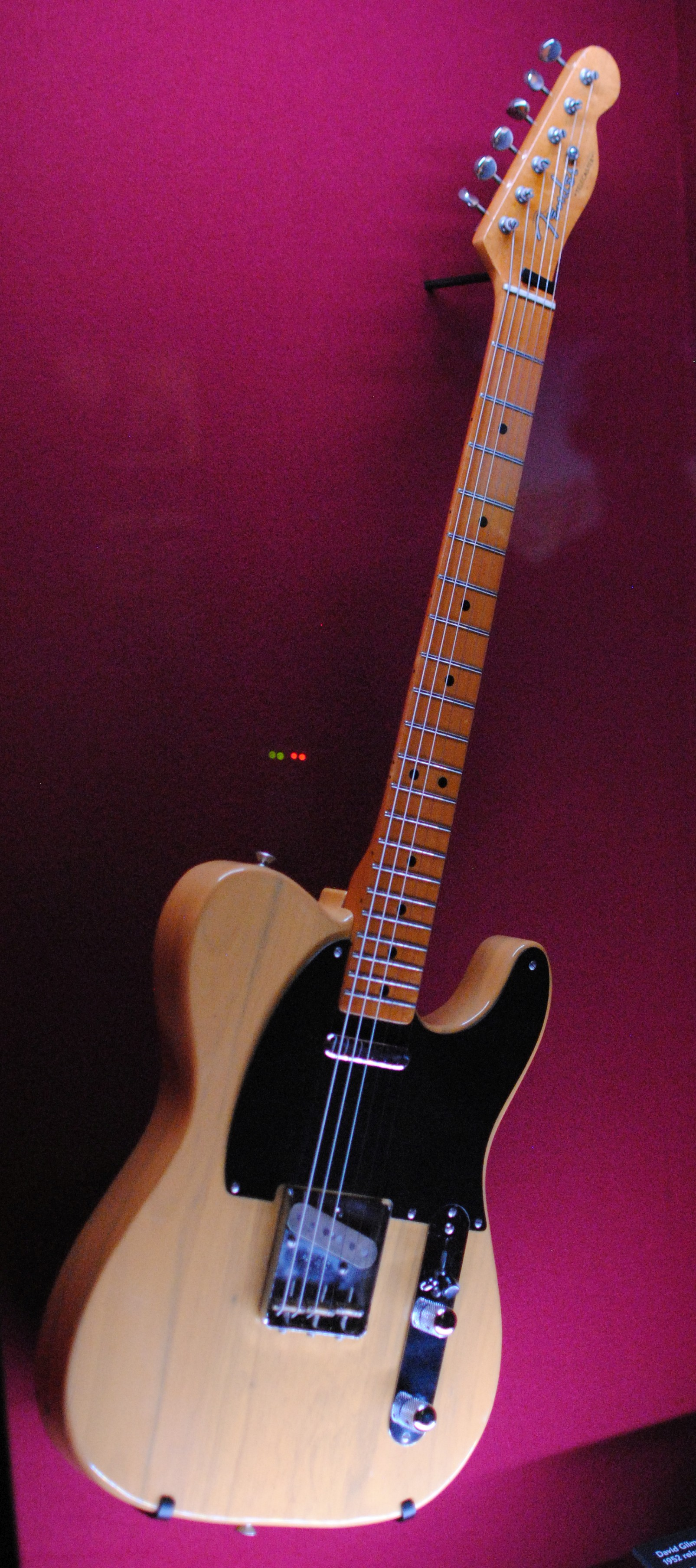
Per il Later... with Jools Holland, Gilmour ha suonato il brano con una riedizione del 1982 Fender Telecaster 52V, originariamente realizzata nel 1952

Scritto dal tastierista Richard Wright, il brano è stato registrato nell'ottobre del 1967 presso i De Lane Lea Studios di Londra, dopo l'uscita di The Piper at the Gates of Dawn. Nel brano Syd Barrett suona la slide guitar ed è una delle tre tracce con cui partecipa all'album.
Paradossalmente, il brano è stato suonato dal vivo solo dopo la morte di Wright. David Gilmour e la sua band hanno eseguito la canzone durante lo show televisivo Later... with Jools Holland come tributo al tastierista.

## Tracce
Lato A
1. Let There Be More Light – 3:00

Lato B
1. Remember a Day – 2:40

## Formazione
- David Gilmour - chitarra, voce secondaria
- Roger Waters - basso, voce principale
- Rick Wright - organo Hammond, voce principale
- Nick Mason - batteria, percussioni

Altri musicisti (Remember a Day)
- Norman Smith – percussioni, produzione